# Sam FBW
Sam FBW, abrégé Sam, est un cheval de concours complet d'équitation du stud-book Württemberger, champion du monde et champion d'Europe de la discipline en 2011 et 2012 avec Michael Jung à l'âge relativement jeune de 12 ans.
Il prend sa retraite en 2018 où il est décrit comme étant le meilleur cheval de concours complet de l'histoire

## Palmarès
- Vainqueur du CCI4* de Luhmühlen
- Médaille de bronze au Championnat d'Europe
- Médaille d'or par équipe et en individuel aux Jeux Equestres Mondiaux de Lexington
- x3 Vainqueur du CIC3* de Marbach
- Vainqueur du CICO3* d’Aix-la-Chapelle
- Médaille d'or par équipe et en individuel au Championnat d'Europe de Luhmühlen
- Médaille d'or par équipe et en individuel aux Jeux olympiques de Londres
- x4 Vainqueur du CICO3* de Fontainebleau
- Vainqueur du CICO3* de Strzegom
- Vainqueur du CCI4* de Burghley
- Vainqueur du CCI4* de Badminton
- Médaille d'Or en individuel et d'Argent par équipe aux Jeux Olympiques de Rio